# Wikipedia en kurdo
Wikipedia en kurdo se refiere a dos ediciones de Wikipedia que están escritas en dos formas de idioma kurdo, Kurmanji y Sorani.
El original fue fundado en enero de 2004. En abril de 2023, la Wikipedia en Kurmanji tiene 0 artículos y la Wikipedia en Sorani tiene 0 artículos. También hay otras dos ediciones de Wikipedia para en zazaki y kurdo del sur, esta última aún en fase de prueba.

## Historia
La Wikipedia kurda fue establecida el 7 de enero de 2004, diseñada para contener artículos en Kurmanji y Sorani al mismo tiempo. El 12 de agosto de 2009, Wikipedia en kurdo se separó en dos versiones debido a problemas técnicos y lingüísticos. La versión anterior (ku.) permaneció como Wikipedia en kurdo Kurmanji y se creó una nueva versión (ckb.) para Wikipedia en kurdo Sorani.